# Dédée d'Anvers
Dédée d'Anvers è un film del 1948 diretto da Yves Allégret.

## Trama
Dédée d'Anvers lavora in un bar e vive con Marco, il buttafuori del bar, che è anche il suo protettore. Quando conosce il capitano di una nave italiano, Francesco, crede di poter uscire da questo ambiente, ma Marco uccide Francesco per gelosia e per soldi. Dedée lo vendicherà, con l'aiuto di Messieur Renè, il proprietario del bar.

## Accoglienza
Yves Allégret, fratello di Marc, con questo film, seguito a ruota da La via del rimorso, del 1949 e Intrighi di donne, del 1950, «si impose come specialista del genere nero», ma soltanto nel dopoguerra. Sandro Toni ritiene che Dedée d'Anvers faccia parte della vena populista dell'autore, la più interessante, «sviluppata con una certa forza e un buon senso del ritmo».